# Автосегрегація
Автосегрега́ція або самосегрегація — це відмежування релігійної або етнічної групи від іншої частини суспільства у державі з ініціативи самої групи. Завдяки автосегрегації члени окремої групи можуть створювати свої власні установи і дотримуватися своїх власних традицій та звичаїв .
Наприклад, деякі з народів, котрі були ізольовані від світу, воліли не взаємодіяти з іншою частиною глобально інтегрованого людського суспільства. Залишаючись в ізоляції, вони можуть зберегти свою культуру незайманою до тих пір, поки вони самі того хочуть і поки навколишні держави захищають їх.
З іншого боку, деякі групи самовідокремлюються, уникаючи інтеграції з іншими, щоб захистити свою культуру. Або ж вони можуть самосегрегуватися від спільнот, котрих вони вважають інтелектуально або/і соціально неповноцінними. Націоналісти (не расисти) або расисти, ультранаціоналісти, різні індуські касти та інші «супрематисти» або етноцентристські групи зазвичай відокремлюють себе від інших громад різними методами, як от ендогамія. Система апартеїду у Південній Африці була прикладом цієї тенденції.

## Ендогамія як самосегрегація
Ендогамія, практика одружуватися в межах групи, підтримує групову приналежність та зв'язок. Це поширена практика серед культур переселенців, що намагаються вкорінитися у нових країнах, у той же час опираючись повній інтеграції, оскільки це сприяє груповій солідарності та забезпечує більший контроль над ресурсами групи (які потенційно важливо зберегти, коли група намагається утвердитися в межах чужої культури).
Однак ендогамія може також слугувати формою самосегрегаціі і допомагає спільноті протистояти інтеграції з навколишніми громадами. Таким чином, вона допомагає меншинам тривалий час виживати як окремим громадам у суспільстві з іншими традиціями і віруваннями.
Етно-релігійні групи, які успішно протистояли повній інтеграції найдовше, наприклад Роми (у просторіччі ті, хто не належить до цієї спільноти, називають їх «циганами»), євреї-ашкеназі Європи і біле населення Південної Африки, практикують більш високий рівень ендогамії. [джерело?]